# لفظ متعارف

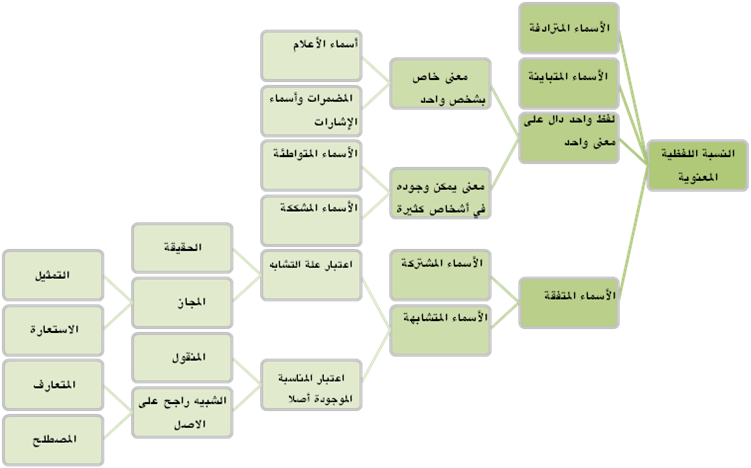
نسبة الألفاظ إلى المعاني

اللفظ المتعارف هو اللفظ الداخل في العرف اللغوي أي كلام الجمهور بخلاف اللفظ المصطلح الداخل في كلام أهل الصناعة. ويطلق المتعارف على اللفظ الموجود في لغتين وبنفس المعنى مثل أسماء الأعلام. ويقال أيضا تعارف إذ اصطلح وجعل الكلمة مصطلحا علميا أو فنيا.